# مصعب اللحام
مصعب اللحام لاعب أردني دولي ؛ من مواليد الرمثا 20 أيار 1991م ؛ يلعب في مركز الجناح و أحيانا مهاجم ؛ يلعب منذ صغره.
لعب سابقاً مع نادي الرمثا و خاض تجربة احترافية في نادي نجران السعودي ؛ و لقبه مدرب نجران بميسي الأردن و اعاره نجران إلى نادي العروبة في موسم.

## روابط خارجية
- مصعب اللحام على موقع قاعدة بيانات كرة القدم.إي يو (الإنجليزية)
- مصعب اللحام على موقع ناشيونال فوتبول تيمز (الإنجليزية)